# 四川鹅绒藤
四川鹅绒藤（学名：Cynanchum szechuanense）为夹竹桃科鹅绒藤属的植物，是中国的特有植物。分布在中国大陆的四川等地，生长于海拔2,900米的地区，多生长于山地疏林中，目前尚未由人工引种栽培。

## 异名
- Cynanchum szechuanense Tsiang et Zhang var. albescens Tsiang et Zhang